# サン・シャモン突撃戦車
サン・シャモン突撃戦車（Char de rupture Saint Chamond）は、フランスの開発した初期の戦車で、第一次世界大戦で使用された。

## 概要
フランス最初の戦車であるシュナイダーCA1は、フランス陸軍大佐J.E.エスティエンヌ（en）によって発案され、シュナイダー社により1916年2月25日に製造が開始された。
しかし、これはいわゆる横入りで、フランス軍に自動車などを提供する立場にあった自動車管理局（DSA）は計画に参加することが出来なかった。そのため1916年4月8日に自動車管理局の砲兵将校エミール・リメイロー陸軍大佐（fr）が急遽設計を行った車輌の生産を、STA社（Service Technique Automobile）の子会社であったFAMH社に発注した。サン・シャモンの名は、FAMH社の所在地に由来する。
各国で開発された戦車のうち、最初期のものの一つであるが、先進的なガス・エレクトリック方式を採用していた。具体的には、パナール製の発電用エンジンを搭載し、クロチャット・コラーデュ電気モーター変速機2基を左右それぞれの駆動に用いて、無段変速を可能にしていた。

## 構造

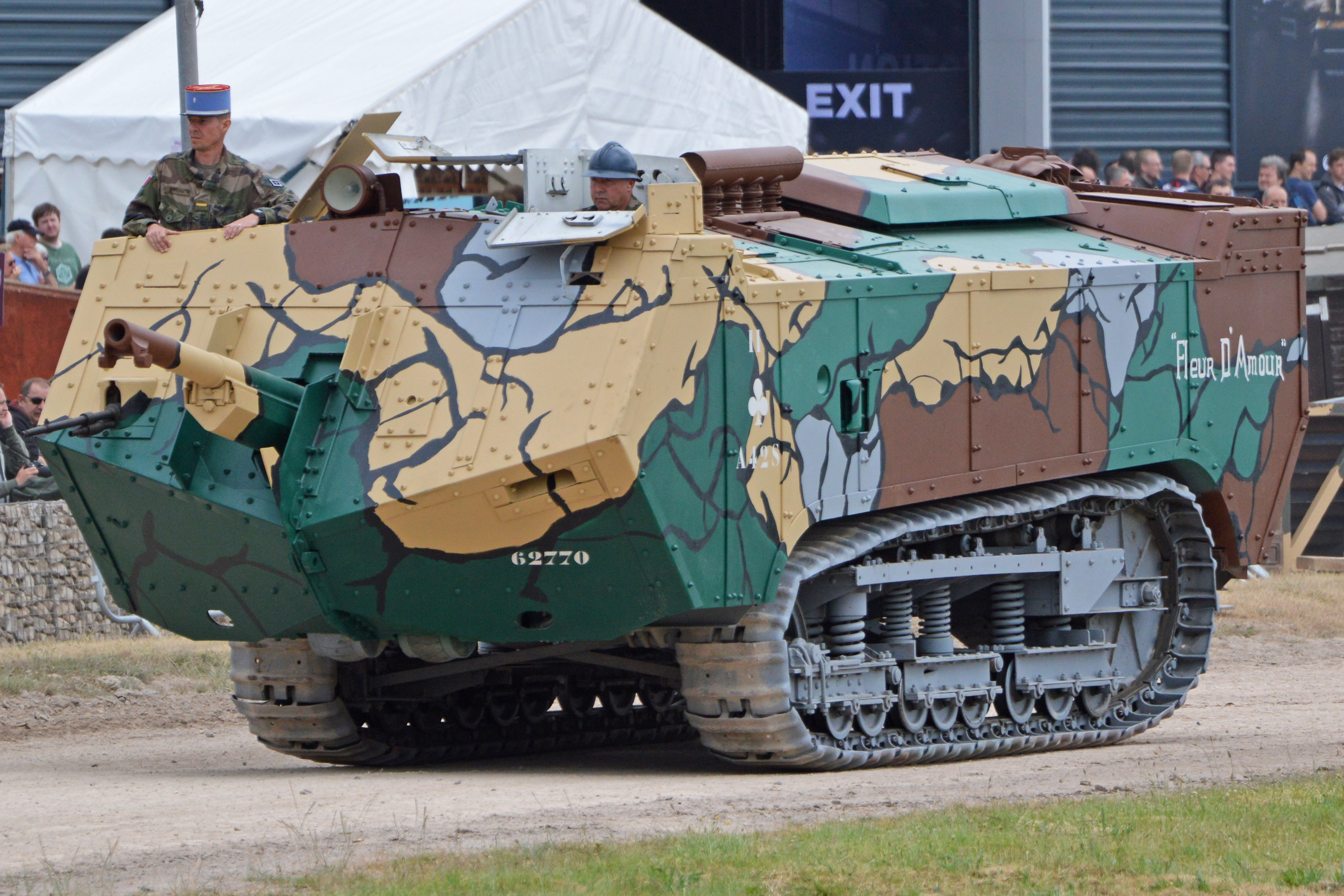
ソミュール戦車博物館所有の現存車輌、2017年撮影。

シュナイダー戦車と同じくホルト社のトラクターを流用したシャーシに、11mmの装甲板で作られた箱形の上部構造物を載せ、前方に張り出した戦闘コンパートメント内部に75 mm 野砲を搭載した。コンパートメント内の前方左側に指揮官兼操縦手が位置した。
最初期の生産車輌はフラットな天板と先端部に2基の円筒形のキューポラを備えていたが、生産途中からキューポラは廃され、ドイツ軍の梱包爆薬や手榴弾が滑り落ちるように、天板には傾斜が付けられた。後期になると視界が悪化したことに対処して左側に指揮官兼操縦手のための角形のキューポラが増設された。装甲は当初11mmであったが、後期になるとドイツ軍が小銃/機関銃用に使用した鋼製弾芯入りの徹甲弾、SmK弾の対策に8mmの増加装甲を施した。
乗員は指揮官兼操縦手・砲手・砲手助手・機関手、機関銃射手3名、予備乗組員の合計で8名であった。

## 武装
車体先端部のやや右側にオフセットして、12口径75mm榴弾砲（TR commercial Gun）を砲郭式に装備した。生産165輌目以降の車輌はより強力なM1897 36口径75mm野砲に変更された。主砲の変更とほぼ同時に履帯も幅広い新型に変更された。このため生産前期の車輌を「M16」、後期を「M17」と表記する場合もあるが、これは当時用いられていた分類ではない。
8mm ホチキス M1914重機関銃は、車体前部右側に1挺、車体側面前方よりの左右に1挺ずつ、後方右側に1挺の合計4挺が搭載された。

## 運用
最初のサン・シャモン突撃戦車の運用は、より軽量であるシュナイダー戦車を牽引する回収車として改造されたものであった。
1917年5月5日に16輌のサン・シャモン突撃戦車が Laffaulx Mill で初めて実戦投入された。しかし、うち15輌がドイツ軍陣前の塹壕で行動不能となり、多くが撃破された。短い履帯長に対して長い車体は超壕性能が低く、また先端部へ75 mm 砲を収納するためにオーバーハングが長いためにほんの少しの段差を乗り越えただけで車体がつかえることが多く、不整地走破性は劣悪であった。ハイブリッド駆動も故障が多く、しばしば加熱により破損した。シュナイダー戦車と同じく実戦での運用は困難なものであった。
生産は1918年3月まで行われ、初期発注分の377輌が生産されたが、追加発注は行われず、資源と工場はルノーFT-17に振り向けられた。

## その後

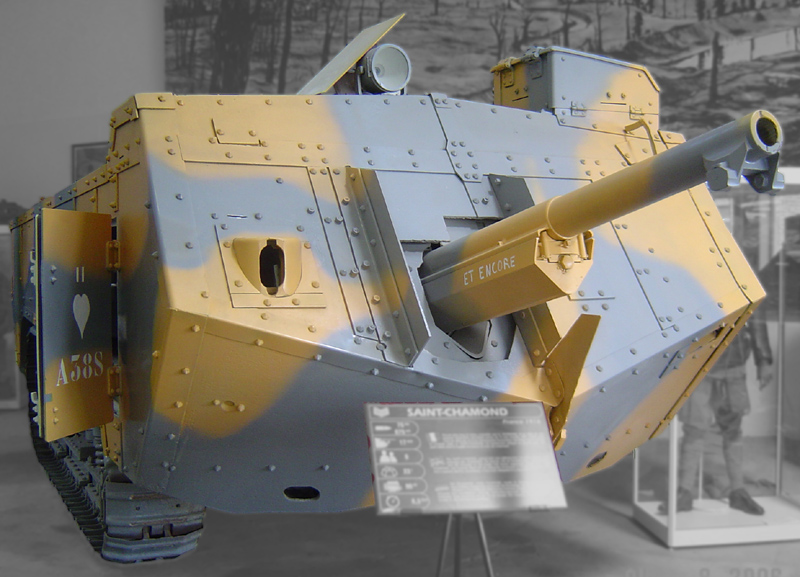
ソミュール戦車博物館で展示される現存車輌（後期型）

第一次世界大戦後、54輌が運搬車として改造された以外、少数がアメリカに譲渡され、残りは廃棄された。
1920年にポーランド・ソビエト戦争でポーランド軍により使用されたとも、ロシア軍事使節団の申し出によりロシア皇帝軍に売却され、1918年から1922年のロシア内戦で白軍が使用し、これらが赤軍に捕獲され運用されたとも言われているが、確証はない。
現存する車輌としては、アメリカのアバディーン性能試験場に生き残っていた一輛がフランス政府に寄贈され、ソミュール戦車博物館に展示されている。